# Alain Fongué
Alain Fongué est un réalisateur camerounais né le 16 septembre 1969 et mort le 14 décembre 2019 à Yaoundé.

## Biographie
Alain Fongué est né le 16 septembre 1969 à Foumbot.
En 1998, il est diplômé du Centre de formation professionnelle en audiovisuel (Cfpa) de la Crtv (Cameroun Radio Télévision). Quelques années après, il est recruté par Bassek Ba Kobhio, comme monteur. Comme monteur, il a travaillé avec Joseph Licide sur Le silence de la forêt, de Bassek Ba Kobhio et de Didier Ouénangaré, tourné en République Centrafricaine. Il a monté des films comme Bozoba de Claudia Yoka, Le meilleur et le pire de Bassek Ba Kobhio, L’honneur des femmes de Paul Kobhio et Wendy de Charles Awurum,.
Il meurt le 14 décembre 2019 de suite d'un accident de la route,.

## Réalisations
- 2012: Roger Milla[5]
- 2005 : Mourir en donnant la vie
- 2003 : Play Boy